# Church of Anthrax
| Đánh giá chuyên môn | Đánh giá chuyên môn |
| Nguồn đánh giá      | Nguồn đánh giá      |
| Nguồn               | Đánh giá            |
| ------------------- | ------------------- |
| AllMusic            | [ 1 ]               |
| Robert Christgau    | C                   |

Church of Anthrax là một album cộng tác của hai nhà soạn nhạc John Cale và Terry Riley, được phát hành vào tháng 2 năm 1971 bởi hãng đĩa Columbia, gần một năm sau khi các nhạc phẩm được thu âm; thực ra, nó còn được thu âm trước cả đĩa nhạc đầu tay Vintage Violence của Cale.
"The Soul of Patrick Lee" là track duy nhất có sự hiện diện của giọng hát; còn lại là những bản nhạc không lời. Không có đĩa đơn nào được trích từ album.

## Danh sách nhạc khúc
Tất cả các ca khúc được viết bởi John Cale và Terry Riley, trừ "The Soul of Patrick Lee" do John Cale.
| Mặt A | Mặt A                                             | Mặt A      |
| STT   | Nhan đề                                           | Thời lượng |
| ----- | ------------------------------------------------- | ---------- |
| 1.    | "Church of Anthrax"                               | 9:05       |
| 2.    | "The Hall of Mirrors in the Palace at Versailles" | 7:59       |

| Mặt B | Mặt B                     | Mặt B      |
| STT   | Nhan đề                   | Thời lượng |
| ----- | ------------------------- | ---------- |
| 1.    | "The Soul of Patrick Lee" | 2:49       |
| 2.    | "Ides of March"           | 11:03      |
| 3.    | "The Protégé"             | 2:52       |

## Thành phần tham gia
- John Cale – keyboard, guitar bass, harpsichord, piano, guitar, viola, organ
- Terry Riley – piano, organ, soprano saxophone

Nhạc công khác
- Adam Miller – hát trong "The Soul of Patrick Lee"
- Bobby Colomby – trống
- Bobby Gregg – trống

Thành phần kỹ thuật
- Don Meehan - kỹ thuật viên
- John Berg, Richard Mantel – thiết kế bìa
- Kim Whitesides – bìa đĩa
- Don Huntstein – nhiếp ảnh bìa